# Östafrikansk tid

Tidszoner i Afrika. Östafrikansk tid betecknas med grönt.

Östafrikansk tid (engelska: East Africa Time, förkortning: EAT) är den tidszon som östra Afrika hör till. Zonen är tre timmar före koordinerad universell tid (UTC). Eftersom tidszonen ligger vid och nära ekvatorn där dagarnas längd varierar litet eller inte alls över året, iakttas inte sommartid.
Östafrikansk tid används i följande länder:
- Komorerna
- Djibouti
- Eritrea
- Etiopien
- Kenya
- Madagaskar
- Somalia
- Sudan
- Sydsudan
- Tanzania
- Uganda

Samma tid används i två europeiska områden (Kaliningradtid) och i ett antal länder i arabvärlden.